# فردی کاکس
فردی کاکس (انگلیسی: Freddie Cox; ۱ نوامبر ۱۹۲۰ – ۷ اوت ۱۹۷۳) فوتبالیست اهل بریتانیا بود.
وی همچنین برندهٔ جوایزی همچون مدال صلیب پرواز ممتاز (بریتانیا) شده‌است. وی در ۱۸۲ بازی در پست ۲۵ گل زده‌است.
از باشگاه‌هایی که در آن بازی کرده‌است می‌توان به باشگاه فوتبال آرسنال، باشگاه فوتبال وست برومویچ آلبیون، و باشگاه فوتبال تاتنهام هاتسپر اشاره کرد.